# بريان كيارني
بريان كيارني (بالإنجليزية: Bryan Kearney)‏ هو دي جيه أيرلندي، ولد في القرن العشرين.

## وصلات خارجية
- الموقع الرسمي
- بريان كيارني على موقع ميوزك برينز (الإنجليزية)
- بريان كيارني على موقع ديسكوغز (الإنجليزية)
- بريان كيارني على موقع ديسكوغز (الإنجليزية)